# Herndon (métro de Washington)
Pour les articles homonymes, voir Herndon.
Herndon est une station du métro de Washington, aux États-Unis. Située sur la ligne argent à Herndon, dans le comté de Fairfax, en Virginie, elle a été mise en service le 15 novembre 2022.